# 佐賀県道・福岡県道137号基山平等寺筑紫野線
佐賀県道・福岡県道137号基山平等寺筑紫野線（さがけんどう・ふくおかけんどう137ごう きやまびょうどうじちくしのせん）は、佐賀県三養基郡基山町から福岡県筑紫野市に至る一般県道である。

## 概要
佐賀県三養基郡基山町大字小倉から福岡県筑紫野市二日市南2丁目に至る
佐賀県三養基郡基山町内の国道3号から西側の福岡県筑紫野市平等寺方面に大きく迂回し、筑紫野市中心部の旧・国道3号にあたる福岡県道・大分県道112号福岡日田線に至るルートをたどる。鳥栖筑紫野道路は合計2回インターチェンジを通過する。

### 路線データ
- 起点：佐賀県三養基郡基山町大字小倉（小倉東交差点、福岡県道・佐賀県道131号小郡基山線・福岡県道・佐賀県道132号本郷基山停車場線終点）
- 終点：福岡県筑紫野市二日市南2丁目（旭町交差点、福岡県道・大分県道112号福岡日田線交点）

## 路線状況

### 道路施設

#### 橋梁
- 佐賀県
  - 実松上橋（実松川、三養基郡基山町）
  - 鈴松橋（秋光川、三養基郡基山町）

## 地理

### 通過する自治体
- 佐賀県
  - 三養基郡基山町
- 福岡県
  - 筑紫野市

### 交差する道路
| 交差する道路                                                              | 都道府県名 | 市町村名 | 市町村名 | 交差する場所  | 交差する場所        |
| ------------------------------------------------------------------------- | ---------- | -------- | -------- | ------------- | ------------------- |
| 福岡県道・佐賀県道131号小郡基山線 福岡県道・佐賀県道132号本郷基山停車場線 | 佐賀県     | 三養基郡 | 基山町   | 大字小倉      | 小倉東交差点 / 起点 |
| 国道3号                                                                   | 佐賀県     | 三養基郡 | 基山町   | 大字小倉      | 小倉交差点          |
| 佐賀県道219号基山停車場線                                                 | 佐賀県     | 三養基郡 | 基山町   | 大字小倉      |                     |
| 佐賀県道300号基山公園線                                                   | 佐賀県     | 三養基郡 | 基山町   | 大字宮浦      | 秋光交差点          |
| 福岡県道・佐賀県道17号久留米基山筑紫野線 / 鳥栖筑紫野道路                 | 佐賀県     | 三養基郡 | 基山町   | 大字園部      | 園部IC              |
| 福岡県道601号平等寺那珂川線                                               | 福岡県     | 筑紫野市 | 筑紫野市 | 大字平等寺    |                     |
| 福岡県道582号山口原田線                                                   | 福岡県     | 筑紫野市 | 筑紫野市 | 大字山口      |                     |
| 福岡県道・佐賀県道17号久留米基山筑紫野線 （鳥栖筑紫野道路）               | 福岡県     | 筑紫野市 | 筑紫野市 | 大字古賀      | 三本松IC            |
| 福岡県道31号福岡筑紫野線 / 通称「5号線」                                  | 福岡県     | 筑紫野市 | 筑紫野市 | 上古賀4丁目   | 上古賀交差点        |
| 福岡県道・大分県道112号福岡日田線                                         | 福岡県     | 筑紫野市 | 筑紫野市 | 二日市南2丁目 | 旭町交差点 / 終点   |

### 交差する鉄道
- 鹿児島本線
- 甘木鉄道甘木線

### 沿線
- JR九州鹿児島本線・甘木鉄道甘木線 基山駅
- 基山町立基山小学校
- 基山町立基山中学校
- 筑紫野市立山口小学校
- 筑紫野警察署
- JR九州鹿児島本線 二日市駅

### 沿線ガイド

#### 基山町
基山町の国道3号交点（基山駅の南側）から西に進み、鳥栖筑紫野道路 園部ICを過ぎる。園部ICの南東に基山町営野球場がある。園部ICの西側で右にカーブして山間部に入り、北西に向きを変える。大つつじ園のある大興善寺を過ぎるとカーブが多くなり、峠を越えて筑紫野市に入る。

#### 筑紫野市
筑紫野市に入り平等寺の集落で右折し、北東に向きを変える。山神ダムの南側を通り山を下り、天拝湖・筑紫野総合公園の近くを通る。九州自動車道 筑紫野ICの下をくぐり、左にカーブして北に向きを変え、鳥栖筑紫野道路 三本松ICを過ぎて筑紫野市の中心部に入る。途中の東町交差点から左折して西に進むと二日市温泉に行くことができる。